# Therese Klompenhouwer
Therese Klompenhouwer (* 3. Januar 1983 in Nijkerk) ist eine professionelle, niederländische Karambolagespielerin in der Disziplin Dreiband.

## Privates
Aufgewachsen ist Therese in Nijkerk, einer Gemeinde der niederländischen Provinz Gelderland, wo sie immer noch wohnt. Mit acht Jahren begann sie Billard zu spielen. Sie entstammt einer Familie von Billardspielern, schon der Großvater, Mutter, Vater und der Onkel spielten Billard. Ihr Bruder Jarno ist ebenfalls ein guter Billardspieler.
Seit September 2010 ist sie auch für die USBA tätig, um das Dreibandspiel in den USA zu fördern.

## Karriere
Zunächst spielte sie Freie Partie, bevor sie dann im Alter von 19 Jahren zum Dreiband wechselte, dem sie bis heute treu geblieben ist. Die 1,67 m große Niederländerin wurde von Christ van der Smissen über viele Jahre betreut und trainiert.
Bei der Damen-WM 2006 belegte sie den zweiten Platz hinter der Dauertitelträgerin Orie Hida aus Japan, beim dritten Weltcup des Jahres stellte sie die Höchstserie (HS) von 12 auf.
Bei ihrer ersten Teilnahme am Dreiband-Weltcup 2012 in Hurghada kam sie bis in die Qualifikationsrunde der letzten 64 und belegte den 51. Platz. Im Februar 2013 wurde sie beim Weltcupturnier in Antalya, Türkei 77.
Anfang Mai 2013 siegte sie beim „Femina Belgian Open“ in Zoersel. Im Halbfinale war sie zunächst gegen ihre Dauerkonkurrentin Karina Jetten siegreich, und im Finale setzte sie sich erfolgreich mit 30:17 in 31 Aufnahmen gegen die Japanerin Namiko Hayashi durch.
Bei den Verhoeven Open (Damen) im Juli in New York schlug sie im Finale die vierfache Weltmeisterin Orie Hida in 17 Aufnahmen mit 25:16 und holte sich damit zum zweiten Mal in Folge den Titel. Im Finale spielte sie auch die „Beste Partie“ des Turniers mit einem Durchschnitt von 1,471. Anschließend nahm sie auch noch an den regulären Verhoeven Open teil und gewann in der ersten Runde gleich drei von vier Spielen gegen Steve Anderson / USA (25:18; 34 Aufnahmen; ED 0,735), Manuel Lindao / Ecuador (25:11; 10 Aufnahmen; ED 2,500 –persönliche Bestleistung!) und Gang Won-sik / Südkorea (25:22; 35 Aufnahmen; ED 0,714). Nur dem Besitzer des Veranstaltungsortes (Carom Café) und Freund des ehemaligen Mitbesitzers Sang Chun Lee, Michael Kang musste sie sich mit 12:25 geschlagen geben. Mit ihrer neuen persönlichen Bestleistung im Einzeldurchschnitt von 2,500 ließ Klompenhouwer sogar so Größen wie Eddy Merckx und Eddy Leppens hinter sich.

## Erfolge
- Dreiband-Weltmeisterschaft der Damen:  2014, 2016, 2018, 2019, 2022  2006
- Dreiband-Europameisterschaft der Damen:  2005, 2007, 2009, 2011, 2013, 2015, 2016, 2017, 2019, 2020, 2022, 2023, 2024  2018
- Niederländische Meisterschaft:  2004, 2009–2021
- Femina Belgian Open:  2013
- Verhoeven Open (Damen):  2013, 2015, 2017  2019
- Ladies Cup:  2016, 2017  2018
- Lausanne Billard Masters:  2023

Quellen: